# Giuseppe Macinata
Giuseppe Macinata (Bergame, 26 janvier 1807 - 9 juin 1874) est un peintre italien néoclassique qui fut actif au XVIIIe et début du  XIXe siècle dans la région de Bergame.

## Biographie
Très tôt orphelin de père, Giuseppe Macinata, a suivi les cours de l'Académie Carrara, avant d'en être expulsé trois ans pour motifs disciplinaires, puis finalement réadmis en 1827. Entretemps, il avait fréquenté l'atelier de Paolo Vincenzo Bonomini.

## Œuvres

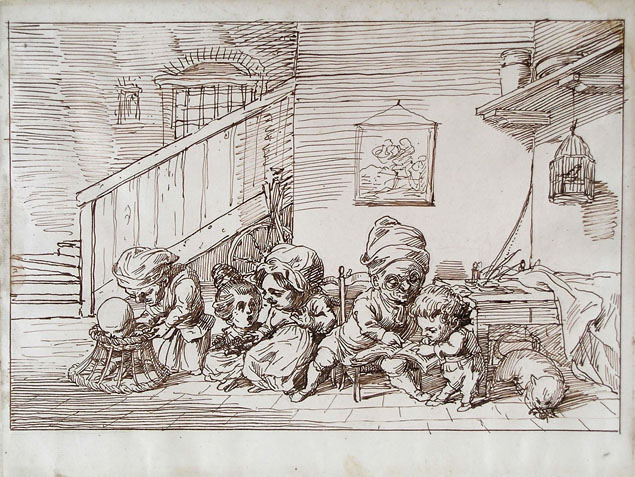
Famiglia di nani

- Dessins, Castello Sforza, Milan.
- Portraits, Musée Arte Tempo (it) de Clusone